# Royale de Vilvoorde
Royale de Vilvoorde es una variedad cultivar de ciruelo (Prunus domestica), de las denominadas ciruelas europeas. Una variedad de ciruela de parentales desconocidos, catalogada por Bavay en 1885-1886 en Bélgica. Las frutas tienen un tamaño de mediano a grande, color de piel rojo púrpura, punteado numerosos pequeños, y pulpa de color amarillo ambarino con tintes oscuros, textura bastante jugosa, y sabor dulce con un buen sabor.

## Sinónimo
- "Reine Claude d'Jodoigne".[5]

## Historia
'Royale de Vilvoorde'  variedad de ciruela, que fue catalogada por vez primera por Bavay director de los "Royal Gardens", Vilvoorde, (Bélgica) en 1885-1886.
'Royale de Vilvoorde' está cultivada en diversos bancos de germoplasma de cultivos vivos, tales como en National Fruit Collection (Colección Nacional de Fruta) de Reino Unido con el número de accesión: 1927-033 y Nombre Accesión : Royale de Vilvoorde. Recibido por "The National Fruit Trials" (Probatorio Nacional de Fruta), para evaluar sus características en 1927.

## Características
'Royale de Vilvoorde' árbol de crecimiento moderado, con copa amplia, redonda, ligeramente erguida y densa y algunas ramas colgantes; producción temprana, regular y buena. Es aconsejable realizar poda de aclareo y exposición. Auto estéril necesita un polinizador para el cuajado de fruta entre ellos: 'Anna Späth', 'Blue Tit', 'Bonne de Bry'.. Flor blanca, que tiene un tiempo de floración que comienza a partir del 20 de abril con el 10% de floración, para el 24 de abril tiene una floración completa (80%), y para el 3 de mayo tiene un 90% de caída de pétalos.
'Royale de Vilvoorde'  tiene una talla de tamaño mediano a grande (promedio 42.00 g), de forma ovalada, algo asimétrico, con la sutura clara, piel bastante dura, con abundante pruina azulado violácea, siendo el color de la piel rojo púrpura, punteado numerosos, pequeños; pedúnculo largo (promedio 12.04 mm), grueso, algo curvo, pubescente, bien adherido al fruto con la cavidad del pedúnculo estrecha y apenas pronunciada; pulpa de color amarillo ambarino con tintes oscuros, textura bastante jugosa, y sabor dulce con un buen sabor.
Hueso libre no adherido, ovalada alargada, turgente, áspera y picada, puntiaguda en la base, roma en el ápice, sutura ventral bastante ancha, superficialmente surcada, roma, sutura dorsal con un surco ancho y poco profundo.
Su tiempo de recogida de cosecha es medio, se inicia en su maduración tercera decena de agosto y primera decena de septiembre.

## Usos
Debido a su sabor bastante dulce es una buena ciruela fresca de postre.